# 强俄巴·次仁央宗
强俄巴·次仁央宗（藏語：བྱང་ངོས་པ་ཚེ་རིང་དབྱངས་འཛོམས་，威利转写：byang ngos pa tshe ring dbyangs 'dzoms，1953年—）女，藏族，西藏拉萨人，中华人民共和国历史学家，西藏大学教授，也是西藏第一位女教授。

## 生平
受家庭影响，强俄巴·次仁央宗从中央民族学院毕业后，也从事教师工作，在西藏师范学院（后改为西藏大学）工作。1993年，次仁央宗被评为副教授。1999年被评为藏族历史专业教授，当时她是西藏大学惟一的女教授，也是最年轻的教授。2003年，在英国牛津大学举行的第十届国际藏学会上，强俄巴·次仁央宗宣读题为《17世纪西藏著名藏医学家和教育家强俄巴·囊索达吉》的学术论文，阐述了强俄巴家族与五世达赖之间的特殊关系，及强俄巴·囊索达吉对藏医学和教育的贡献。2011年，强俄巴·次仁央宗获中国藏学最高奖——珠峰奖。
强俄巴·次仁央宗后来任西藏大学副校长。她是第十届全国政协委员。2008年又连任为第十一届全国政协委员，代表中华全国妇女联合会，分入第二十组。

## 家庭
- 祖父：强俄巴·仁增多吉
- 父：强俄巴·多吉欧珠